# Kristův kostel (Nový Bor)
Kristův kostel v Novém Boru (německy Christuskirche in Haida) byl evangelický luteránský farní kostel v Novém Boru v severních Čechách. Kostel postavený roku 1906 sloužil zdejší německé evangelické komunitě, po odsunu českých Němců po roce 1945 chátral a nakonec byl roku 1983 po žhářském útoku zbořen. Nacházel se na parcele v místech pozdějších ulic Masarykova a Husova.

## Historie

### Výstavba
Protestantská komunita v Novém Boru (německy Haida) původně vznikla 8. prosince 1873 jakožto přifařená obec k filiálního kostela evangelické církve v Habřině. Kostel vystavěný dle plánů místního městského stavebního inspektora Maxmiliána Dittricha byl dokončen roku 1902 a vysvěcen 8. září 1902. Následně byl v roce 1906 povýšen na farní kostel.

### Zánik
Kostel sloužil především věřícím z řad většinově německého obyvatelstva Novoborska až do roku 1945, kdy došlo k jejich nucenému odsunu do Západního či Východního Německa a Rakouska. Po roce 1945 a následném únoru 1948 byl kostel nejprve předán Českobratrské církvi evangelické a posléze v roce 1958 Církvi československé husitské.
V roce 1974 bylo rozhodnuto o opravě a přestavbě kostela, který měl následně dle oficiální dokumentace sloužit „kulturním a vzdělávacím účelům“. Komplexní rekonstrukce kostela byla plánována na období 1982 až 1988, ale 20. února 1982 byl v důsledku žhářství rozsáhle poškozen. Během požáru se zřítily střechy a byl kompletně zničen dochovaný mobiliář. V únoru 1983 byly následně ruiny kostela zbořeny a na jejich místě vznikl obytný panelový dům.

## Architektura
Kristův kostel byl postaven v novogotickém slohu na půdorysu kříže s kostelní věží a obdélným kněžištěm. Figurální vitráže pocházely z dílny místního malíře skla Emila Meiszela podle návrhu Bernharda Brockhorsta z Berlína.